# Maria Mettral
Pour les articles homonymes, voir Métral.
Maria Mettral, née le 1er décembre 1959, est une actrice suisse de théâtre et présentatrice de télévision.

## Biographie

### Origines et famille
Maria Mettral naît Maria Giulietti le 1er décembre 1959 à Genève. Elle a un frère cadet.
Son père, Antonio Giulietti, tailleur pour hommes, originaire des Pouilles, en Italie, immigre en Suisse en 1954. Sa mère est née Elisabetta Luisi. Ils se marient en 1958.
Elle épouse à l'âge de 21 ans le musicien classique Philippe Mettral. Ils se séparent deux ans après la naissance de leur premier enfant. Elle épouse en secondes noces en 1983 le comédien Christian Gregori, avec lequel elle a deux autres enfants.

### Formation et parcours professionnel
Après le collège Voltaire, elle fait des études de Lettres en italien, français et musicologie tout en suivant une formation à l'École supérieure d'art dramatique de Genève.
Elle est une des présentatrices de la météo à la Télévision suisse romande puis à la Radio télévision suisse d'avril 1989 au 16 juin 2024.

### Parcours artistique
Elle interprète la mère de famille dans la série télévisée Bigoudi de 1996 à 1998. Elle présente également l'émission Georgette et ses potes en 2007[réf. souhaitée].
Actrice, elle a joué notamment au théâtre de Carouge, sous la direction de Georges Wod et André Steiger. 
Elle a également participé à des récitals de musique classique et des actions de théâtre de rue[réf. souhaitée] et donné sa voix à des personnages des Babibouchettes.
Elle sort  en 2013 un CD composé par Aliose, intitulé Malgré les apparences.